# موسى بشير موسى فاراوي
موسى بشير موسى فاراوي ( 22 مارس 1998-) هو لاعب كرة قدم فلسطيني يلعب كمدافع في البنك الأهلي المصري. يمثل منتخب فلسطين.
في العامين الماضيين برز اسمه موسى في الكرة الفلسطينية واعتبر كأحد أفضل اللاعبين الصاعدة، حيث كان يتمتع بقدرات هجومية، ويجيد اللعب مع الفريق بالإضافة إلى أنه يتمتع بلياقة بدنية فائقة وحسه التهديفي أمام المرمى من مسافات قريبة.، وهو أحد اللاعبين المفضلين لدي في الدوري الفلسطيني، حيث تم اختياره مؤخرًا كأفضل مدافع في الدوري لعام 2020.